# بومونت (هايتي)
بومونت هي مدينة من مدن هايتي. يبلغ عدد سكانها 12,486 نسمة وذلك حسب إحصائيات سنة 2003. يبلغ ارتفاع المدينة عن سطح البحر قرابة 647 متر. تبلغ مساحتها 86.0 كم².